# Pavare pătrată

Pavarea (auto)duală

În geometrie pavarea pătrată, teselarea pătrată sau grila pătrată este o pavare regulată a planului euclidian. Are simbolul Schläfli {4,4}, ceea ce înseamnă că are 4 pătrate în jurul fiecărui vârf.
Unghiul intern al pătratului este de 90°, astfel încât patru pătrate în jurul unui punct acoperă 360°. Este una dintre cele trei pavări regulate ale planului. Celelalte două sunt pavarea triunghiulară și pavarea hexagonală.

## Colorarea uniformă
Există 9 colorări uniforme distincte ale unei pavări pătrate. Enumerarea culorilor prin indici pe cele 4 pătrate din jurul unui vârf este: 1111, 1112(i), 1112(ii), 1122, 1123(i), 1123(ii), 1212, 1213, 1234. Cazurile (i) au simetrie de reflexie simplă, iar cele (ii) simetrie de reflexie translată. Trei pot fi văzute în același domeniu de simetrie drept colorări reduse: 1112i din 1213, 1123i din 1234 și 1112ii redus de la 1123ii.
|             |             |            |            |             |
| p4m (*442)  | p4m (*442)  | p4m (*442) | p4m (*442) | pmm (*2222) |
| 1234        | 1123i       | 1123ii     | 1112ii     |             |
|             |             |            |            |             |
| pmm (*2222) | pmm (*2222) | cmm (2*22) | cmm (2*22) |             |

## Poliedre și pavări înrudite
Această pavare este legată din punct de vedere topologic ca parte a secvenței de poliedre și pavări regulate, extinzându-se în planul hiperbolic: {4,p}, p=3,4,5...
| · {4,3} · | · {4,4} · | · {4,5} · | · {4,6} · | · {4,7} · | · {4,8}... · | · {4,∞} · |

Această pavare este, de asemenea, legată din punct de vedere topologic, ca parte a secvenței de poliedre regulate și pavări cu patru fețe pe vârf, începând cu octaedrul, cu simbolul Schläfli {n,4} și diagrama Coxeter , cu n progresând la infinit.
| Variante de pavări regulate cu simetria *n42: {n,4} | Variante de pavări regulate cu simetria *n42: {n,4} | Variante de pavări regulate cu simetria *n42: {n,4} | Variante de pavări regulate cu simetria *n42: {n,4} | Variante de pavări regulate cu simetria *n42: {n,4} | Variante de pavări regulate cu simetria *n42: {n,4} | Variante de pavări regulate cu simetria *n42: {n,4} | Variante de pavări regulate cu simetria *n42: {n,4} |
| Sferice                                             | Sferice                                             | Euclidiană                                          | Pavări hiperbolice                                  | Pavări hiperbolice                                  | Pavări hiperbolice                                  | Pavări hiperbolice                                  | Pavări hiperbolice                                  |
| --------------------------------------------------- | --------------------------------------------------- | --------------------------------------------------- | --------------------------------------------------- | --------------------------------------------------- | --------------------------------------------------- | --------------------------------------------------- | --------------------------------------------------- |
|                                                     |                                                     |                                                     |                                                     |                                                     |                                                     |                                                     |                                                     |
| 24                                                  | 34                                                  | 4                                                   | 54                                                  | 64                                                  | 74                                                  | 84                                                  | ...∞4                                               |

| Pavare Conf. | V4.3.4.3 | V4.4.4.4 | V4.5.4.5 | V4.6.4.6 | V4.7.4.7 | V4.8.4.8 | V4.∞.4.∞ | V4.∞.4.∞ |

| Figuri expandate       |          |          |          |          |          |          |          |
| Config.                | 3.4.4.4  | 4.4.4.4  | 5.4.4.4  | 6.4.4.4  | 7.4.4.4  | 8.4.4.4  | ∞.4.4.4  |
| Figuri rombice config. | V3.4.4.4 | V4.4.4.4 | V5.4.4.4 | V6.4.4.4 | V7.4.4.4 | V8.4.4.4 | V∞.4.4.4 |

## Construcții Wythoff la pavarea pătrata
Ca și la poliedrele uniforme, există opt pavări uniforme care pot fi bazate pe pavarea pătrată regulată.
Desenând dalele colorate cu roșu pe fețele originale, galbene în vârfurile originale și albastre de-a lungul laturilor originale, toate cele 8 forme sunt distincte. Totuși, tratând fețele în mod identic, există doar trei forme distincte din punct de vedere topologic: pavare pătrată, pavare pătrată trunchiată și pavare pătrată snub.
|                |        |          |        |          |          |         |            |            |
|                |        |          |        |          |          |         |            |            |
| {4,4}          | t{4,4} | r{4,4}   | t{4,4} | {4,4}    | rr{4,4}  | tr{4,4} | sr{4,4}    | s{4,4}     |
| Duale uniforme |        |          |        |          |          |         |            |            |
|                |        |          |        |          |          |         |            |            |
|                |        |          |        |          |          |         |            |            |
| V4.4.4.4       | V4.8.8 | V4.4.4.4 | V4.8.8 | V4.4.4.4 | V4.4.4.4 | V4.8.8  | V3.3.4.3.4 | V3.3.4.3.4 |

## Pavări topologic echivalente
Pavările izoedrice au fețe identice (sunt tranzitive pe fețe) și pe vârfuri, există 18 variante, cu 6 identificate prin triunghiuri care nu se conectează „latură la latură”, sau ca patrulatere cu două laturi coliniare. Simetria dată presupune că toate fețele sunt de aceeași culoare.
Pot fi realizate și alte pavări cu patrulatere, care sunt echivalente din punct de vedere topologic cu pătratele (4 patrulatere în jurul fiecărui vârf).
| | |                                        |
| O variantă izogonală cu două tipuri de fețe, văzute ca o pavare pătrată snub cu perechi de triunghiuri combinate în romburi | Pavările pătrate topologice pot fi realizate cu fețe concave și cu mai mult de o latură în comun la două fețe; această variantă are 3 laturi comune | O variantă 2-izoedrică cu fețe rombice |

|                    |                       |                         |                         |                         |                       |                 |
| Pătrat p4m, (*442) | Patrulater p4g, (4*2) | Dreptunghi pmm, (*2222) | Paralelogram p2, (2222) | Paralelogram pmg, (22*) | Romb cmm, (2*22)      | Romb pmg, (22*) |
|                    |                       |                         |                         |                         |                       |                 |
| Trapez cmm, (2*22) | Trapez cmm, (2*22)    | Patrulater pgg, (22×)   | Romboid pmg, (22*)      | Patrulater pgg, (22×)   | Patrulater p2, (2222) |                 |

|                     |                     |                     |                    |                    |                    |
| Isoscele pmg, (22*) | Isoscele pgg, (22×) | Isoscele pgg, (22×) | Scalene pgg, (22×) | Scalene pgg, (22×) | Scalene p2, (2222) |